# Bursa (zwyczaj)
Bursa to dawna góralska zabawa zapustna. 
Zanim bursa zaczęła się, bursiarze chodzili po tzw. hejmie, zbierając od gospodarzy ziemniaki, zboże, które potem w dworskim browarze przerabiano na wódkę i piwo. Właściwa bursa miała początek w korowodzie przebierańców idącym przez wieś, który kończył się huczną zabawą taneczną w karczmie połączoną z biesiadą. 
Charakterystycznym elementem bursy była zabawa w sąd nad jednym z parobków. W tym celu kilku gazdów przebierało się za sędziego, starostę i kata, który jako symbol swej roli dostawał drewniany pałasz. Tymczasem parobcy w tańcu opuszczali skórzane pasy, żeby wlokły się po podłodze. Jak która dziewczyna nadepnęła w tańcu na pas, znaczyło to, że właściciel został skazany na stracenie. Mogła go wykupić wódką, ale jeśli nie był jej miły, kat nakładał mu na głowę gliniany garnek i cały pochód wiódł "skazańca" nad rzekę. Towarzyszył temu śpiew, na przemian prośby chłopca o ułaskawienie i przekomarzania się dziewczyny. Jeśli jednak nie dochodziło do wykupu, kat, naśladując ścięcie pałaszem uderzał w garnek, tak, że skorupy spadały do wody, a parobcy unosili swego towarzysza.